# مسحور (فیلم)
مسحور (به انگلیسی: Bedazzled) فیلمی محصول سال ۲۰۰۰ به کارگردانی هارولد رامیس است. در این فیلم برندن فریزر، الیزابت هارلی، اورلاندو جونز، پل آدلستین و میریام شر بازی کردند.

## خلاصه داستان
الیوت ریچارد(برندن فریزر) برای رسیدن به دختر مورد علاقه‌اش حاضر است هر کاری بکند. ناگهان او با پیشنهادی از سوی شر (الیزابت هارلی) روبرو می‌شود که می‌تواند او را به آرزویش برساند. اما بازهم او در راه رسیدن به مقصود با مشکل مواجه است. در نهایت او مجبور می‌شود بین خیر و شر،  یکی را انتخاب کند و به تمایلات خود پاسخ منفی دهد.